# Ernst Carl Rodschied
Ernst Karl Rodschied ( - 1796 ) fue un médico, y botánico alemán, que realizó extensas exploraciones botánicas a Guyana.

## Algunas publicaciones
- 1790. Commentatio de necessitate et utilitate studii botanici
- 1790. Dissertatio ... de necessitate et utilitate studii botanici
- 1790. Medizinische und chirurgische Bemerkungen über das Klima, die Lebensweise und Krankheiten der Einwohner der Hollaendischen Kolonie Rio Essequebo (Observaciones médicas y quirúrgicas y sobre el clima, el estilo de vida y las enfermedades de los habitantes de la Colonia del Río Esequibo)

- La abreviatura «Rodschied» se emplea para indicar a Ernst Carl Rodschied como autoridad en la descripción y clasificación científica de los vegetales.[1]